# Суринам (Королівство Нідерландів)
Суринам (нід. Suriname) — колишня складова частина Королівства Нідерландів, поряд з власне Нідерландами, Нідерландськими Антильськими островами та Нідерландською Новою Гвінеєю (до 1963 року). Перетворена з однойменної нідерландської колонії в 1954 році. Мала самоврядування з усіх питань, за винятком оборони, зовнішньої політики та питань громадянства. 25 листопада 1975 року отримала повну незалежність як Республіка Суринам.

## Передісторія
1 січня 1942 року Нідерланди підписали Атлантичну хартію, зобов'язавшись після закінчення війни надати своїм колоніям самоврядування. 7 грудня 1942 року голландська королева Вільгельміна виступила з радіозверненням від імені голландського уряду у вигнанні в Лондоні, висловивши в ньому бажання переглянути відносини між Нідерландами та їх колоніями після закінчення війни. Після звільнення Нідерландів від німецької окупації голландський уряд запропонував скликати конференцію для обговорення питання про рівну участь Нідерландів та їх колоній в управлінні королівством; однак ця заява носила багато в чому пропагандистський характер і мала на меті переконати владу Індонезії відмовитися від проголошення незалежності, а також заспокоїти громадську думку в США, де після війни посилилось критичне ставлення до колоніалізму.

## Історія
Визнання в 1949 році незалежності Індонезії прискорило процес федералізації країни. В 1954 році була прийнята Хартія Королівства Нідерландів, що перетворила колишні колонії, в тому числі й Суринам, автономні державні утворення і наділила їх рівними правами в рамках федерації з власне Нідерландами. Кожне автономне утворення направляло в Раду міністрів Нідерландів свого повноважного міністра, який брав участь в обговоренні питань, що стосувалися всього Королівства. Делегати від автономних утворень могли брати участь у засіданнях Генеральних Штатів і Державної Ради. Також Хартія надала автономним утворенням право мати свої основні закони (нід. StaatsregelingStaatsregeling). Права на сецесію Хартія не визнавала, але в ній зазначалося, що вона може бути розірвана за взаємною згодою сторін, що її уклали.
До початку 1960-х років у відносинах між Нідерландами іншими складовими частинами Королівства назріла криза, що загострилася після втрати Нідерландської Нової Гвінеї в 1962 році та заворушень на Кюрасао в 1969 році. В цих умовах панівні кола Нідерландів усвідомили, що в майбутньому зберегти контроль над Нідерландськими Антильськими островами та Суринамом, де були досить складні відносини між поселенцями голландцями та поселенцями індо-негритянського походження, буде неможливо. Генеральні штати практично одноголосно виступили за надання Суринаму незалежності в найближчому майбутньому.
В травні 1973 року прем'єр-міністром Нідерландів став Йоп ден Ойл, який заявив, що бажає надати незалежність Суринаму і Нідерландським Антильським островам протягом терміну свого прем'єрства. Проте Нідерландські Антильські острови вирішили залишитися у складі Нідерландів, і подальші переговори про незалежність велися лише з Суринамом. У грудні 1973 року, після відходу у відставку прем'єр-міністра Суринаму Жуля Седни, противника незалежності, новим прем'єром став Хенк Аррон, який оголосив, що Суринам стане незалежним до кінця 1975 року. Переговори між урядами ден Ойла і Аррона тривали ще два роки та завершилися 25 листопада 1975 року проголошенням незалежності Суринаму та наданням молодій державі 3,5 млрд гульденів безоплатної допомоги